# Ejército helenístico
El ejército helenístico pertenecía a los reinos sucesores que surgieron tras la muerte de Alejandro Magno, cuando su gran imperio quedó repartido entre algunos de sus generales, los diádocos. Durante las Guerras de los diádocos el ejército macedonio, mejorado por el mismo Alejandro y su padre Filipo II, cambió de forma gradual, adoptando nuevas unidades y tácticas y desarrollando aún más las técnicas de guerra macedonias. Los ejércitos de los diádocos ya diferían de los de Alejandro, pero este cambio fue tremendo en los 
principales reinos helenísticos del Imperio Seléucida, el Egipto ptolemaico, el reino antigónida y los pequeños estados del Pérgamo atálida, en el Ponto Euxino, Epiro, así como otras regiones helenísticas.

## Fuerza numérica
Los diádocos eran capaces de desplegar en el campo de batalla al ejército más numeroso de su época, y podían superar en número con facilidad a todos los contingentes de batalla macedonios de Filipo II o Alejandro Magno. El tamaño de los ejércitos variaba mucho según el conflicto.

## Unidades y formaciones comunes

### Infantería

#### La falange helenística

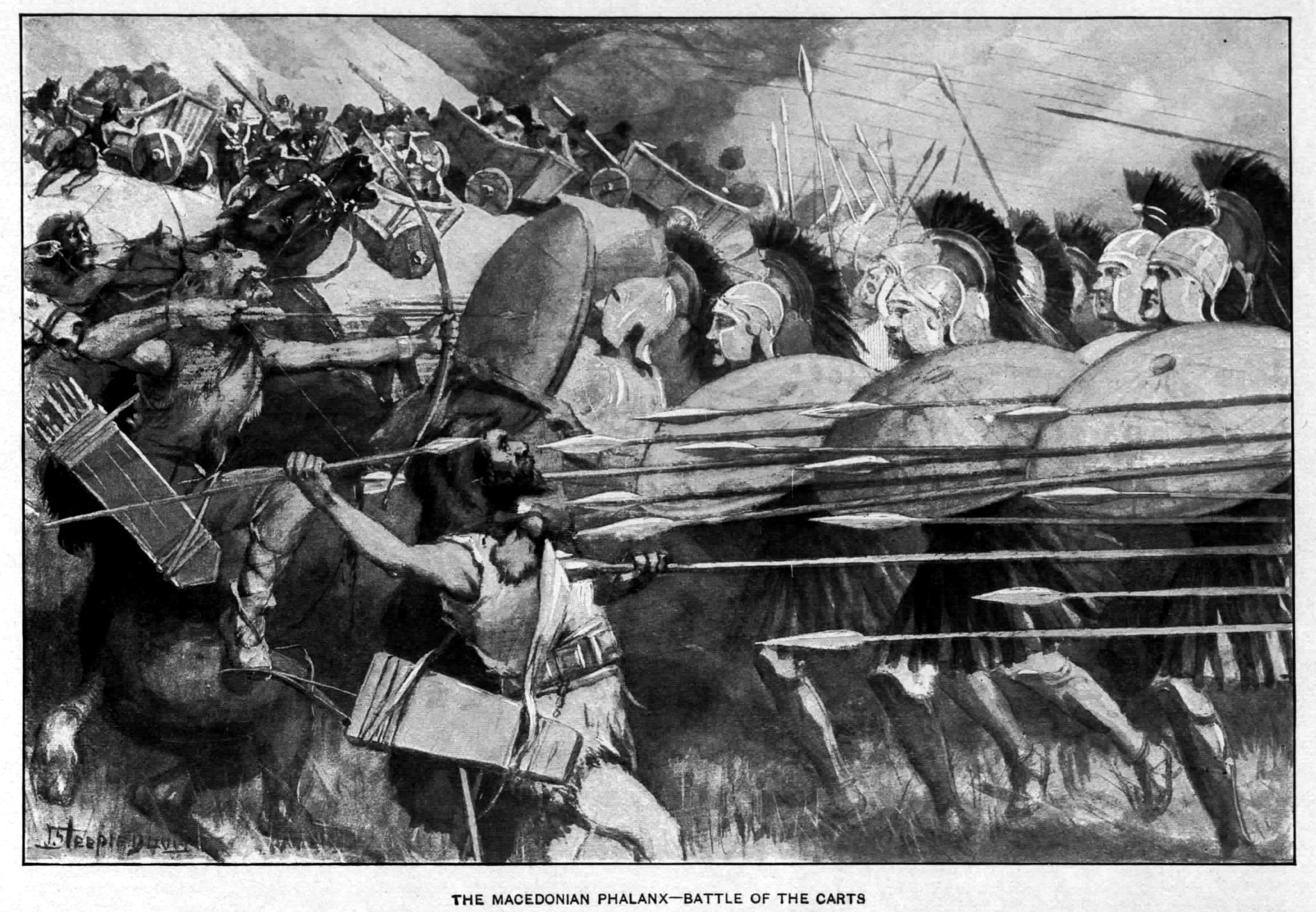
Falange deteniendo el avance de los carros escitas.

La infantería estaba muy armada para el periodo en cuestión. Los ejércitos helenísticos eran, generalmente, bastante similares a los ejércitos macedonios de Filipo y Alejandro. La infantería helenística era solo uno de los muchos componentes que trabajaban juntos para formar un ejército combinado y multifacético. La columna vertebral de estas fuerzas era la formación de la falange o infantería pesada, caracterizada por sus densas filas y sus largas picas proyectadas hacia delante. Los soldados de estas falanges eran profesionales (conocidos como falangistas), expertos en las tácticas de guerra, el uso de armas (en su caso, una pica y una espada corta) y su formación. Esto les hacía increíblemente eficientes cuando maniobraban en el campo de batalla, y así podían ejecutar movimientos complejos con relativa facilidad. Es importante notar que el papel de la falange en el campo de batalla era actuar como un ancla para todo el ejército, manteniendo al enemigo fijo en un lugar, mientras que la caballería cargaba contra los flancos del enemigo y daba el golpe fatal para tumbar a sus oponentes. La falange era menos útil como pura arma ofensiva (era lenta y no podía perseguir al enemigo, ni ofrecer más ventajas tácticas de las que de por sí tenía).
Su equipamiento varió con los años, y también dependía de las condiciones geográficas, las preferencias o la riqueza del gobernante, y las cualidades de cada soldado.
Los cascos iban desde los simples, que dejaban la cara al descubierto, hasta los complejos y estilizados modelos tracios (con protectores para las mejillas que a veces imitaban un rostro humano). Los historiadores discuten acerca de cómo pudo ser la armadura de los falangistas (especialmente la de aquellos de las filas centrales). Sostienen que llevaban una coraza de lino endurecido que a veces decoraban con placas metálicas, normalmente de bronce.
El escudo del falangista -largamente malinterpretado gracias a que varios escritores lo describieron como un "broquel"- medía 60 cm de diámetro y era menos cóncavo que el aspis de los hoplitas. Seguramente se sujetaba tanto por una tira en el hombro como por otra en el brazo, permitiendo a la mano libre manejar la sarissa con la mayor facilidad posible. Probablemente usaban grebas metálicas (especialmente las filas más al frente y al fondo) para cubrirse las espinillas mientras permanecían de pie.
La principal arma del falangista era la sarissa, una gran pica que medía desde 5 metros (a mediados del siglo IV a. C.) hasta 7 metros (en la culminación del desarrollo de la falange). Famosas desde el reinado de Filipo de Macedonia, las sarissas permitían a la infantería macedonia atravesar a varias filas de enemigos. Esta pica, no obstante, habría sido altamente inútil en el combate cuerpo a cuerpo, pero si una formación de infantería compacta la usaba era muy difícil de vencer. Las primeras cinco filas de la falange proyectaban sus sarissas horizontalmente hacia el enemigo, mientras que las filas de atrás iban abriendo el ángulo de la sarissa, a menudo apoyándola en la espalda de algún compañero, hasta alcanzar los 90° en las filas de atrás. Si mataban a los falangistas de la primera fila, aquellos que estuvieran atrás bajarían más sus sarissas y ocuparían su lugar para mantener un frente sólido.
En el combate cuerpo a cuerpo, o en otras circunstancias en las que la sarissa era poco práctica, se usaban gran variedad de espadas -la clásica xifos y la makhaira, por ejemplo. No hace falta decir que cualquier combate con espadas que ocurriera cerca de la falange se hacía más difícil por las sarissas que proyectaban hacia delante los falangistas de las cinco primeras filas.
La principal desventaja de esta formación de infantería es sin duda su vulnerabilidad para controlar ataques provenientes de la retaguardia y de los flancos. Las falanges también tenían tendencia a fracturarse cuando se las conducía a través de terreno inestable en formación de batalla durante mucho tiempo. Más tarde los romanos aprovecharían esta debilidad para cargar contra la falange ya que sus manípulos, que actuaban individualmente y tenían una mayor movilidad, podían colarse entre varios sintagmas (la formación básica de 256 hombres) que estuvieran separadas y romper la cohesión de la falange.
Mientras el reinado de los diádocos continuó (desde finales del siglo IV a. C. hasta la caída de Ptolomeo XII de Egipto en manos de Julio César a mediados del siglo I a. C.), éstos confiaron cada vez más y más en una falange densa y de largas picas para asegurarse la victoria. Descuidaron las unidades complementarias de los ejércitos helenísticos, que cayeron en mal estado o pasaron a estar formadas por mercenarios o súbditos. Las tácticas de infundir terror a través del ruido de las armas, el grito de guerra, u otras tácticas creativas se usaban relativamente poco, siendo sustituidas por la creencia de que la irrompible falange podría con todo.
Los historiadores y estudiosos de este campo han comparado a menudo la falange de la era helenística con la legión romana, en un intento de dejar claro cuál de las formaciones era mejor. Algunos sostienen que, en muchos de los combates entre ambas formaciones (como en la Batalla de Pidna), la legión fue la clara vencedora, y por ello representaba un sistema superior. Otros, no obstante, señalan las Guerras Pírricas para evidenciar lo contrario. Finalmente, ha de añadirse que estos conflictos no solo involucraban a legionarios de la República romana (a menudo éstos eran, sorprendentemente, griegos) contra miles de caballeros, elefantes, e infantería pesada y ligera. Lo mismo puede decirse, por supuesto, de las batallas que ganó Pirro.

#### “Peltastas Antigónidas"
En su descripción de la batalla de Cinoscéfalos, Polibio habla de una unidad que él llama peltastas, que se sitúa entre la falange. Aunque los escudos macedonios se caracterizaban por ser como una pelta, el término se utiliza generalmente para describir un tipo de infantería pesada, que actuaban como escaramuzadores. Se ha sugerido que estos peltastas eran de un cuerpo de élite, al igual que hipaspistas de Alejandro, capaces de luchar dentro y fuera de la falange.
El término peltasta también es utilizado por Diodoro Sículo para describir el hoplita Ificrateo, un tipo de hoplita creado por el general ateniense Ifícrates, equipado con una armadura ligera, una lanza más larga que la del hoplita tradicional y un pequeño escudo. Tal vez los peltastas de Polibio fueron igualmente equipados.

#### Tureóforos y Toracitas
Nuevos tipos de tropas como los tureóforos y los toracitas fueron desarrollados. Ellos usaban el escudo celta tureo, de forma oval que era similar al escudo de los romanos. El tureóforos estaba armado con una lanza larga de empuje, una espada corta y jabalinas. Los toracitas eran similares a los tureóforos pero diferente en el sentido de que llevaban una cota de malla celta. Estas tropas fueron utilizadas como un vínculo entre la infantería ligera y la falange, una forma de infantería media. Numerosos ejércitos utilizaron este tipo de contingentes, por ejemplo, los ejércitos de la liga aquea antes de Filopemen. A finales del siglo III a. C. la "falange macedonia 'se había convertido en el estilo de lucha dominante, incluso para los estados como Esparta.
Tanto los tureóforos como los toracitas fueron capaces de luchar tanto en la formación de falange, armados con largas lanzas, o en formaciones irregulares de orden suelto para ser utilizados contra la infantería ligera enemiga o para ocupar un terreno difícil.

#### Las reformas tardías y las "legiones"
Los ejércitos seléucidas y los ejércitos de los Ptolomeos comenzaron a reorganizarse y trataron de añadir algunos aspectos de las formaciones romanas. Polibio habla de 5.000 hombres de infantería seléucida en 166 a. C. armados al estilo "romano" en un desfile en Dafne.

### Caballería

#### Caballería pesada
La primera versión de "caballería pesada" desarrollada y empleada por los estados helénicos eran los hetairoi (también conocidos como "caballería de compañeros"), aristócratas de Macedonia en los que Filipo II y su hijo confiaban ciegamente por sus ataques decisivos. No se conocían los estribos en esa época, así que el impacto de las cargas tenía una eficacia limitada.  Los hetairoi iban bien armados; su coraza iba desde modelos acolchados de lino a armaduras de metal. Llevaban una gran variedad de cascos, quizá también grebas. Sus armas consistían en una xyston de casi 3 metros de largo, y una espada por si se les rompía la lanza. Parece que los hetairoi no usaban escudo. En cualquier caso, ello no parecía mermar su efectividad, que consistía en una atrevida carga hacia el eslabón débil de las líneas enemigas que la falange había retenido, y en infligir graves heridas a los oponentes desde sus caballos. 

#### Catafractos
Los catafractos eran caballeros muy armados y protegidos con complejas armaduras. Los reinos de la era helenística heredaron este tipo de caballería de los partos, quienes reemplazaron la hegemonía griega en el Este. Tanto el caballo como el caballero iban completamente tapados con una armadura en forma de segmentos escalados cosidos sobre una tela. Los rostros de los jinetes estaban cubiertos con cascos inconsútiles de metal. El peso que tenía que soportar el caballo era excesivo, por lo que descartaban totalmente las cargas prolongadas. En vez de eso, los catafractos trotaban hasta una distancia razonable antes de cargar, guardando sus energías para el momento decisivo. Una vez en el combate, el catafracto y su equino disfrutaban de una magnífica protección contra los ataques gracias a sus armaduras. Sin embargo, el vigor, la resistencia y el calor eran sus puntos débiles en una larga batalla.

#### Caballería ligera

##### Arqueros a caballo
Escritos de varios historiadores, desde Arriano a Apiano, detallan numerosas tribus, naciones y grupos étnicos -los dahes, los misios, etc. de entre quienes los gobernantes helenísticos reclutaban a tales guerreros.

##### Caballería tarentina
Originalmente, fue la caballería de la ciudad griega de Tarantos (Tarento) en la Magna Grecia, era conocido por sus particulares tácticas de batalla. Consistía en una caballería que solo usaba tácticas avanzadas de escaramuzas, llamado círculo Tarentino. Iban sin protección corporal y estaban armados con un escudo y varias jabalinas, que arrojaban a los enemigos, eludiendo cualquier intento de entablar un combate cuerpo a cuerpo. En la época helenística, existen numerosas referencias de las unidades Tarentinas, incluso en los ejércitos de los imperios orientales, pero que desgraciadamente no se sabe de su armamento o su uso táctico. De los textos de tácticas griegas dice que Tarentino es el término usado para la caballería ligera, que contaban con jabalinas y lanzas, las primeras las usaban como escaramuzas y la segunda para cargar contra el enemigo. 

### Unidades especiales

#### Carros
Dado que los carros escitas quedaron obsoletos por algún tiempo, sigue sin saberse por qué se les usó contra ejércitos veteranos como las legiones romanas enviadas a Magnesia. Imprácticos e ideales solo para algunas (pocas) circunstancias, fueron inútiles contra los entrenados piqueros de Alejandro en Gaugamela e igual de susceptibles contra los proyectiles de fuego de los tiradores de Eumenes en Magnesia (casi un siglo y medio después).

#### Elefantes

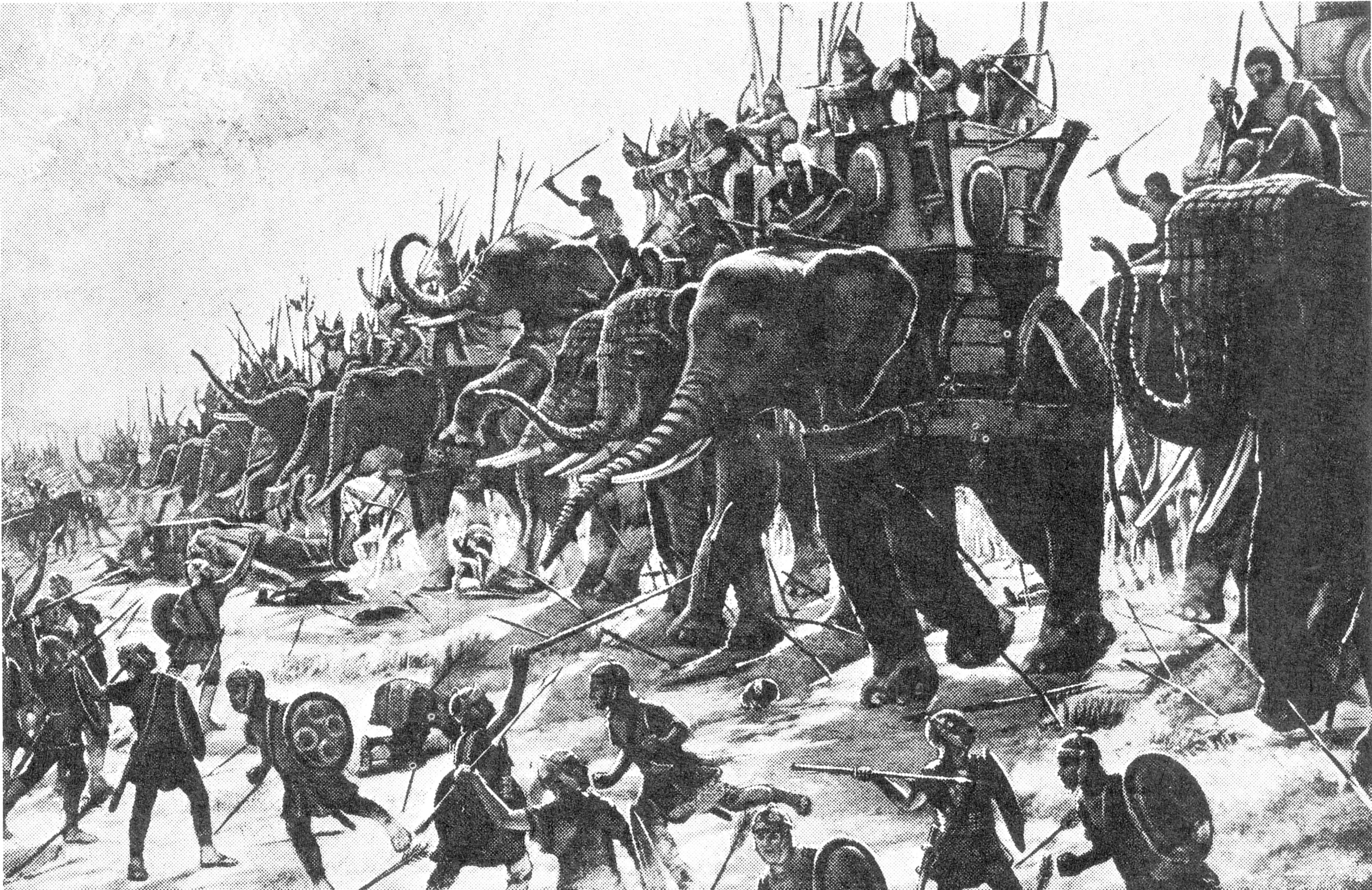
Carga de elefantes durante la Batalla de Zama.

El elefante de guerra era muy difícil de entrenar, requiriendo mucho tiempo y sumas de dinero. Dependiendo del reino, había dos razas de elefante que se usaban para la guerra: el elefante africano (usado por la Dinastía Ptolemaica) o el elefante indio (usado por el Imperio Seléucida). El elefante indio era mucho más grande que el africano y tenía una fuerza considerable en el campo de batalla.
A los elefantes de guerra se les solía colocar una torre en sus espaldas para transportar a varios soldados armados con lanzas y proyectiles (flechas, jabalinas, dardos, hondas) que descargar sobre el enemigo. El jinete (o "mahaout") se sentaba sobre el cuello del animal y guiaba al elefante en la batalla. A veces se le ponía una armadura al elefante para protegerle e incrementar la defensa natural que ofrecían sus pieles. Era casi imposible soportar la carga de una columna de elefantes, por la fuerza y el peso con el que derribarían a sus oponentes. Si se hacía una carga con éxito, podría ser un factor decisivo en el desarrollo final de la batalla.
La dificultad que conllevaban los elefantes, y todo general que tuviese el lujo de tratar con ellos, era la tendencia que éstos tenían de dar un trompazo a sus propias tropas, así como a las del enemigo una vez entraban en pánico. El ejército de Aníbal de Cartago fue víctima de sus propios elefantes en la Batalla de Zama del 202 a. C., cuando Escipión el Africano ordenó a sus legionarios que golpearan sus lanzas contra los escudos durante una carga de elefantes y esto hizo que los paquidermos, aterrados, causaran la derrota de su general. Esto, junto con la superioridad de caballería númida, que ahora se inclinaba del bando romano, le permitió vencer a Aníbal en lo que de otra forma hubiera sido un enfrentamiento mucho más igualado.

## Disposición de las tropas
La disposición típica de las tropas era de esta forma: las líneas centrales las componía la falange. Estos hombres podían (si estaban bien situados) realizar algunas maniobras ofensivas por sí solos. Su principal propósito era mantener a las fuerzas enemigas quietas en un mismo lugar y también "definir" las dimensiones del campo de batalla. Una vez que la falange encerraba a los enemigos, la caballería o los elefantes de guerra daban el golpe decisivo en sus flancos. Las tropas ligeras tenían la función de proteger los vulnerables flancos de los propios hoplitas.

## Instrumentos para el asedio
Las más importantes eran la catapulta y la balista. Filipo y Alejandro llevaron a cabo varios asedios difíciles a la par que exitosos que inspiraron los futuros sitios de los diádocos.

## Enfrentándose a otros ejércitos
Cuando eran empleadas contra ejércitos de distinta naturaleza, las fuerzas helenísticas podían obtener resultados dispares. Varios factores obvios les llevaron a esta errática conclusión. La habilidad e intuición del líder que les guiaba era quizás el factor más crucial, aunque no el único. Nadie, por ejemplo, superó la aplicación del ejército como instrumento de guerra que hizo Alejandro Magno. El tipo de terreno también puede afectar en el transcurso de una batalla. El terreno sólido y llano es ideal para cualquier general que quiera desplegar su poderosa falange, si bien el terreno irregular puede ser beneficioso si la falange está en posición defensiva, o anclando un ala enemiga contra una parte infranqueable de terreno como un río o una montaña.
Sea cual fuere el caso, los ejércitos helenísticos eran profesionales, con experiencia, y además sus enemigos les temían. Aquellos que no le dieron a este ejército el debido respeto se encontraron atrapados por la inexorable falange y dispersados por el campo de batalla debido a la carga de la caballería. Antes de continuar con ejemplos de batallas en las que participaron estos ejércitos, sería prudente señalar una cosa. Algunos de sus mayores fracasos ocurrieron como resultado directo del mal análisis del terreno que hicieron los generales, o por sobreestimar a la falange como arma táctica ofensiva (algo en lo que ésta no destacaba en absoluto).
Cuando se la empleó por primera vez como fuerza combinada (infantería, caballería, tropas menores, etc.), la falange tuvo mucho éxito contra los enemigos. Filipo de Macedonia, quien reformó las añejas tácticas griegas, era consciente de que su éxito dependía del uso conjunto de ésta con otras fuerzas de su ejército. Si una de ellas fallaba, las otras no podrían controlar la situación, y una derrota sería muy probable.

### Principales guerras
- Guerras de los diádocos
- Guerras sirias
- Guerra romano-siria
- Guerras macedónicas
- Guerras pírricas

### Principales batallas
- Batalla de Ipsos
- Batalla de Rafia
- Batalla de Cinoscéfalos
- Batalla de Pidna
- Batalla de Magnesia
- Batalla de Heraclea
- Batalla de Asculum